# NAD Electronics

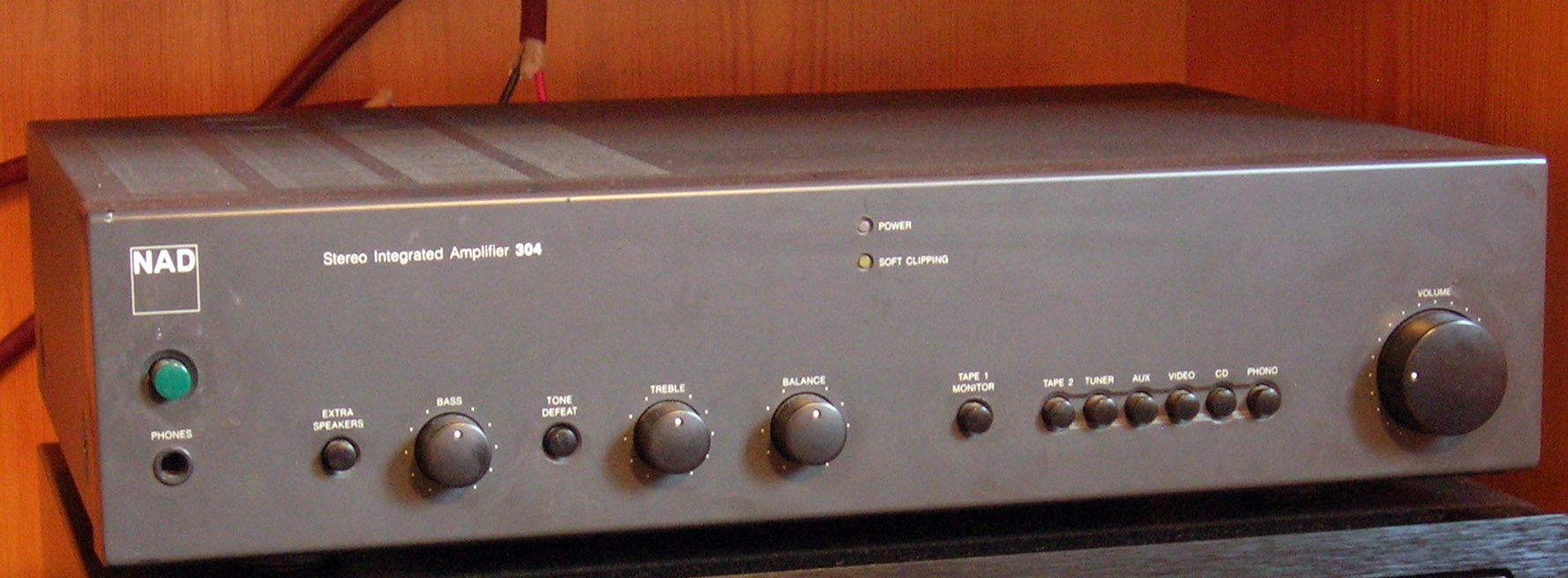
NAD Stereo Integrated Amplifier 304 of 1993

NAD Electronics (ang. New Acoustic Dimension, nowy wymiar akustyczny) – przedsiębiorstwo założone w Wielkiej Brytanii, obecnie z siedzibą w Kanadzie. NAD produkuje sprzęt elektroakustyczny (audio). Najsłynniejszy wzmacniacz tej firmy został zaprojektowany przez norweskiego inżyniera Bjoerna Erika Edvardsena i nosił oznaczenie 3020.